# اسختنز
شاتنز (به هلندی: Schettens) یک منطقهٔ مسکونی در هلند است که در سودوست-فریسلان واقع شده‌است. شاتنز ۲۸۵ نفر جمعیت دارد.